# Sceliphron fasciatum
Sceliphron fasciatum är en biart som först beskrevs av Lepeletier de Saint Fargeau 1845.  Sceliphron fasciatum ingår i släktet Sceliphron och familjen grävsteklar. Inga underarter finns listade i Catalogue of Life.